# Сисак Микола Сафронович
Мико́ла Софро́нович Сиса́к (5 жовтня 1890, с. Джурин — 30 листопада 1959, Казань, РРСФР, СРСР) — лікар–патологоанатом і громадський діяч, доцент кафедри патологічної анатомії Київського медичного інституту (з 1920 р.), автор низки наукових праць про пухлини нирок, первинний туберкульоз, лейкемію.

## Життєпис
Народився Микола Сисак 5 жовтня 1890 року у родині хліборобів. Навчався у Станіславівська гімназії. У 1915 році закінчує медичний факультет Віденського університету. Працював у Віденській клініці внутрішніх хвороб (1917 р.), згодом завідував інфекційним відділенням у Гміндському військовому таборі, який знаходився поблизу австрійської столиці. У 1919 році він із санітарною місією міжнародного Червоного Хреста прибув на Наддніпрянщину для боротьби з різними епідеміями. Деякий час працював головним лікарем лінійного шпиталю Червоної української галицької армії.
Незабаром був призначений асистентом при кафедри мікробіології Київського медичного інституту, а в 1921 — співробітник Паталогоанатомічного інституту в м. Празі (Чехія). 1924 — доцент кафедри патологічної анатомії Київського медичного інституту.
21 травня 1935 року доценту Київського медичного інституту, завідувачу паталого-анатомічного відділення ортопедичного та туберкульозного інституту пред'явили ордер на арешт «антирадянщика» вчетверте (1927, 1930, 1933 рр.). Центральний архів УСБ України, де зберігається архівна слідча справа, документує, що «Сисак М. С. заарештований 2-м відділенням секретно-політичного відділу УДБ НКВС УРСР за участь у підпільній контрреволюційній націоналістичній організації, що поклала собі за мету боротьбу з соввладою аж до терору». 15 грудня 1935 року постановою особливої наради НКВС СРСР згідно зі ст.ст.54-8, 54-11 КК УРСР засуджено на три роки виправно-трудових таборів.
Після заслання в 1939 році Сисак спрямував свій шлях до Казані — столиці Татарської АРСР. Дипломований лікар спробував влаштуватися у психоневрологічну лікарню. З січня 1939 р. уродженець Джурина завідував паталого-анатомічним відділенням Казанської психоневрологічної лікарні.
У 1957 році Микола Сисак захистив докторську дисертацію. А влітку наступного року до Казані надійшла довгоочікувана довідка про реабілітацію військовим трибуналом Київського військового округу від 30 жовтня 1956 року. На Україні Миколі Сисаку повернули чесне ім'я, зняли ганебне тавро «ворога народу». Коли в Тернополі відкрився медичний інститут, поїхав до Києва, звернувся до Міністерства охорони здоров'я з клопотанням про переведення, йому відмовили. З болем у серці він говорив: «Не приймає мене Україна!».
Влітку 1958 року надійшла звістка про його реабілітацію. Помер 30 листопада 1959 року на 69-му році життя.

## Доробок
Його праці друкувалися у «Медичному збірнику Українського наукового товариства»(1924 р.), надіслані автором з Праги. Його прізвище часто з'являлося на сторінках спеціалізованих видань: науково-популярні розвідки медичного характеру друкувалися і в київському часописі «Життя й революція», харківських столичних виданнях.
Обдарований фахівець постійно працював над підвищенням своїх знань, друкував свої праці на медичні теми, збирав матеріали для написання кандидатської дисертації. Він підтримував зв'язки з Київським медінститутом, де на кафедрі зачитувалися його вислані статті, наукові праці. В сферу його наукових інтересів входили питання патанатомії, пухлини нирок тощо. Опублікував понад 20 наукових праць, низку науково-популярних статей. Крім цього, брав активну участь у культурному житті Києва. У його домівці частими гостями були Тодось Осьмачка, Г. Косинка-Стрілець тощо, відбувалися літературні вечори, театральні вистави.

## Праці
- Лікарські конгреси та з'їзди // Український медичний вісник. — Прага, 1923. — № 1. — С. 81-85
- Замітки до патології малярії // Український медичний вісник. — Прага, 1924. — № 1. — С. 115—122
- Хвороби і соціальне положення // Лікарський вісник. — Львів. — 1925. — № 3. — С. 34-37
- Про гнізда полідактилії на Полтавщині // Українські медичні вісті. — 1925. — № 2. — С. 197—204
- До біології шкарлятинозного стрептокока // Українські медичні вісті. — 1926. — № 1. — С. 197—204
- Про жири та залізо при лихих опухах // Український медичний архів. — 1927
- Специфічна профілактика туберкульозу // Українські медичні вісті. — 1929. — № 4-6. — С. 386—422 (у співавт.)